# Komplext mått
Ett komplext mått är inom matematik, specifikt måtteori, i vissa avseenden en generalisering av mått-konceptet genom att låta måttet anta komplexa värden.

## Definition
Ett komplext mått är en funktion {\displaystyle \mu } på ett mätbart rum {\displaystyle (X,{\mathcal {F}})}, som tar element ur {\displaystyle {\mathcal {F}}} och avbildar dem på komplexa tal:
{\displaystyle \mu :{\mathcal {F}}\to \mathbb {C} }
som är sigma-additivt. Dvs, för varje följd av disjunkta mängder, {\displaystyle (A_{n})} i {\displaystyle {\mathcal {F}}} uppfyller {\displaystyle \mu }:
{\displaystyle \mu \left(\bigcup _{n=1}^{\infty }A_{n}\right)=\sum _{n=1}^{\infty }\mu (A_{n}).}
Detta innefattar att summan ovan måste konvergera|. Detta ger att summan måste vara absolutkonvergent, eftersom summans värde inte får ändras om man kastar om ordningen.
Ett komplext mått får aldrig vara oändligt, så ett vanligt mått är komplext om och endast om det är ändligt.

## Total variation
Den totala variationen eller absolutbeloppet {\displaystyle |\mu |} av ett komplext mått {\displaystyle \mu } definieras som
{\displaystyle |\mu |(E)=\sup \sum _{k=1}^{\infty }|\mu (E_{k})|}
där supremum tas över alla partitioner {\displaystyle \{E_{k}\}} av E.
Det går att visa att den totala variationen av ett komplext mått är ett vanligt mått som är ändligt, dvs:
{\displaystyle |\mu |(X)<\infty .}
På liknande sätt som för komplexa tal, kan man representera ett komplext mått i polär form, då det alltid finns en funktion {\displaystyle \theta } som tar reella värden så att:
{\displaystyle \int _{X}fd\mu =\int _{X}fe^{i\theta }d|\mu |\,}
för varje absolutintegrerbar funktion (alla funktioner i L1(μ)). Detta skrivs ibland som:
{\displaystyle d\mu =e^{i\theta }d|\mu |\,.}
dvs Radon-Nikodym-derivatan av ett komplext mått med avseende på den totala variationen är {\displaystyle e^{i\theta }\,}.

## Rum av komplexa mått
Mängden av alla komplexa mått på ett mätbart rum bildar ett vektorrum, då summan av två komplexa mått återigen är ett komplext mått och ett komplext mått multiplicerat med ett komplext tal är ett komplext mått. Man kan även definiera en norm på rummet genom den totala variationen:
{\displaystyle \|\mu \|=|\mu |(X)}
då rummet blir ett Banachrum.